# Susan Pitt
Susan Pitt (Trenton, New Jersey; 18 de junio de 1948 – 23 de noviembre de 2024) fue una nadadora estadounidense especialista en el estilo mariposa.

## Carrera
A los 15 años de edad impuso el récord mundial en los 200 metros estilo mariposa con un tiempo de 2:29.1 el 27 de julio de 1963, el cual fue superado por Sharon Stouder en 1964.
A los 16 años representó a Estados Unidos en los Juegos Olímpicos de Tokio 1964, donde Pitt participó en la ronda preliminar del relevo 4x100 metros combinado, pero por edad no podía ser elegible para pelear por una medalla y fue reemplazada como todo el equipo que clasificó a la final.
Cuatro años después regresó a México 1968 como la segunda nadadora con mayor edad de la delegación de Estados Unidos luego de estar con los Rutgers Scarlet Knights en ese año universitario entrenando con el equipo masculino de natación, además de ser la capitana de la delegación olímpica.
En 1973 Pitt puso el récord nacional en los 200 metros combinado Individual en el U.S. Masters Swimming (USMS) el 22 de junio de 1973 con un tiempo de 2:50.50.

## Muerte
Pitt murió de glioblastoma el 23 de noviembre de 2024 a los 76 años.